# Niketas Choniates

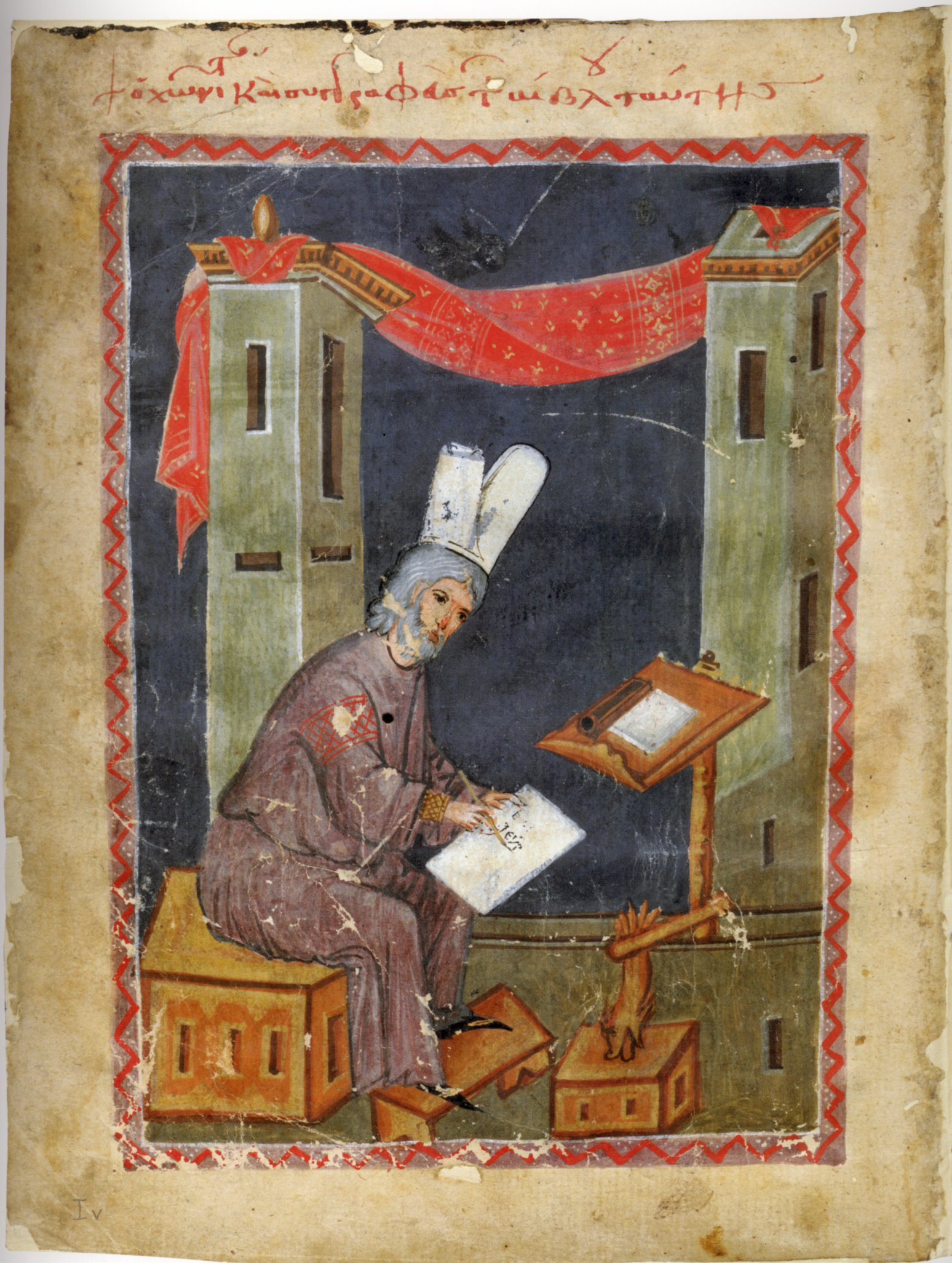
Niketas Choniates beim Schreiben seiner Chronik (Konstantinopel?, 14. Jahrhundert) in der Handschrift Wien, Österreichische Nationalbibliothek Cod. Hist. gr. 53*, fol. 1v

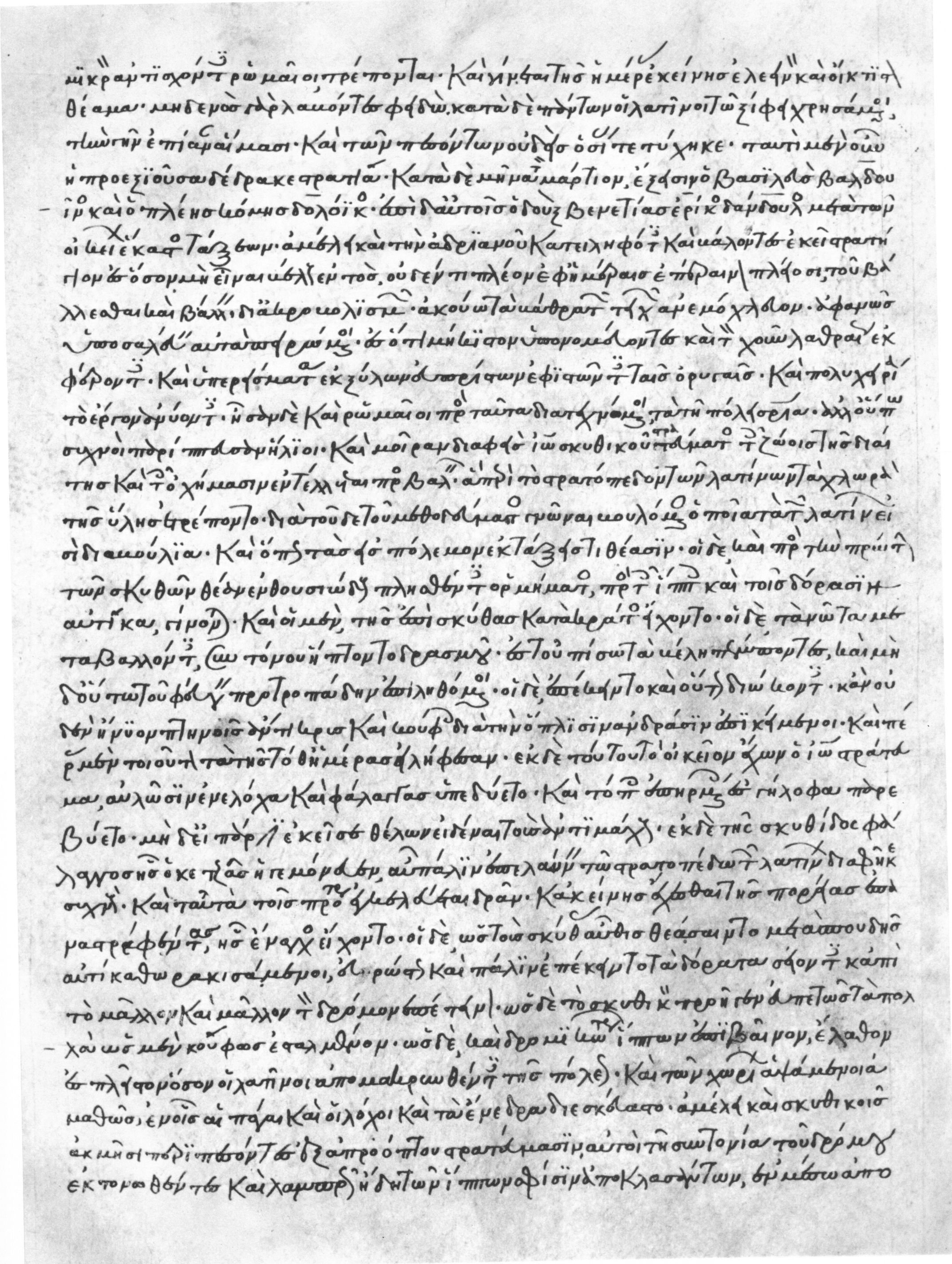
Das Geschichtswerk des Niketas Choniates in der 1286 geschriebenen Handschrift Oxford, Bodleian Library, MS. Roe 22, fol. 440v

Niketas Choniates (mittelgriechisch Νικήτας Χωνιάτης; * um 1155 in Chonai; † 1217 in Nikaia) war ein byzantinischer Staatsmann und Geschichtsschreiber.
Niketas kam in jungen Jahren zusammen mit seinem älteren Bruder Michael nach Konstantinopel, wo er eine umfassende Ausbildung erhielt. Später trat er in den Staatsdienst und wurde in der Hauptstadt Sekretär, gab diesen Posten jedoch nach der Ermordung von Kaiser Alexios II. Komnenos im Jahre 1183 auf und zog sich ins Privatleben zurück. 1185 trat er wieder in den Staatsdienst ein und war unter anderem dafür verantwortlich, die Teilnehmer des 3. Kreuzzugs im Zaum zu halten.
In der Folgezeit stieg er immer weiter in der Hierarchie des byzantinischen Staates auf (Richter, Verwalter der Finanzen), bis er schließlich den höchsten zivilen Posten bekleidete: er wurde Großlogothet. Der 4. Kreuzzug wurde auch für Niketas zu einer persönlichen Katastrophe. Er verlor seinen Besitz und konnte nur sein Leben und das seiner Familie retten. Er siedelte schließlich ins Kaiserreich Nikaia über. Dort wandte er sich desillusioniert über die Katastrophe von 1204 der Schriftstellerei zu, bevor er zwischen 1215 und 1217 in Nikaia verstarb.
Das Hauptwerk des Niketas Choniates ist die Chronike diegesis, welche in 21 Büchern die Geschichte des Kaiserreiches von 1118 bis 1206 zum Gegenstand hat. Zudem widmete Niketas ein Werk den Baudenkmälern Konstantinopels, die während der Plünderung 1204 zerstört wurden (De Signis). Niketas Geschichtswerk wurde wohl mehrfach überarbeitet und ist chronologisch abgefasst. Die genauen Quellen des Niketas sind nicht bekannt. Er war aber teilweise Augenzeuge des Geschehens und berichtet weitgehend neutral über Innen- und Außenpolitik, aber auch über Hofintrigen. Eine Quelle stellt wohl das Werk des Johannes Kinnamos dar (bzw. dessen mögliche Vorlage). Die Objektivität des Niketas leidet, wenn er auf die Lateiner zu sprechen kommt, was im Hinblick auf sein persönliches Schicksal aber durchaus verständlich ist. Ebenso schlecht beurteilt er die Armenier aufgrund ihrer teilweisen Zusammenarbeit mit den Alamanen, d. h. Kreuzfahrern.
Die Chronik des Niketas ist auf einem hohen Niveau verfasst worden und stark geprägt durch Reden nach antikem Vorbild, was auch durch die zahlreichen Zitate deutlich wird. Sie stellt die wichtigste Quelle für die byzantinische Geschichte des 12. Jahrhunderts und eine bedeutende für die Eroberung von 1204 dar.
Die Eroberung Konstantinopels durch die Kreuzfahrer in der Schilderung des Choniates fand eine literarische Verarbeitung und teilweise Zitierung im Roman Baudolino des italienischen Schriftstellers Umberto Eco.

## Ausgaben und Übersetzungen
Ausgaben
- Imperii Graeci Historia. Herausgegeben von Hieronymus Wolf. Basel 1557. (griechischer Text und parallele lateinische Übersetzung)
- Nicetae Choniatae Historia. Herausgegeben von Immanuel Bekker. Weber, Bonn 1835 (Corpus Scriptorum Historiae Byzantinae, Band 23).
- Nicetae Choniatae Historia. In: Jacques Paul Migne (Hrsg.): Nicetae Choniatae Opera omnia, Band 2. Paris 1894 (Patrologiae cursus completus, Ser. Graeca, Band 140). (typografisch angepasste Reproduktion von Wolfs Text und Übersetzung). [Digitalisat]
- Nicetae Choniatae Historia. Herausgegeben von Jan-Louis van Dieten. Walter de Gruyter, Berlin 1975, ISBN 3-11-004528-1 (CFHB, Band 11). [=kritische Edition]

Übersetzungen
- Die Krone der Komnenen. Die Regierungszeit der Kaiser Joannes und Manuel Komnenos (1118–1180) aus dem Geschichtswerk des Niketas Choniates. Übersetzt von Franz Grabler, Graz 1958 (Byzantinische Geschichtsschreiber, Band 7).
- Abenteurer auf dem Kaiserthron. Die Regierungszeit der Kaiser Alexios II., Andronikos und Isaak Angelos (1180–1195) aus dem Geschichtswerk des Niketas Choniates. Übersetzt von Franz Grabler, Graz 1958 (Byzantinische Geschichtsschreiber, Band 8).
- Die Kreuzfahrer erobern Konstantinopel. Die Regierungszeit der Kaiser Alexios Angelos, Isaak Angelos uns Alexios Dukas, die Schicksale der Stadt nach der Einnahme sowie das „Buch von den Bildsäulen“ (1195–1206) aus dem Geschichtswerk des Niketas Choniates. Übersetzt von Franz Grabler, Graz 1958 (Byzantinische Geschichtsschreiber, Band 9).
- O city of Byzantium, Annals of Niketas Choniates. Ins Englische übersetzt von Harry J. Magoulias, Wayne State University Press, Detroit 1984, ISBN 978-0-81-431764-8. [Digitalisat]